# Богачёв, Серафим Яковлевич
Серафим Яковлевич Богачёв — советский хозяйственный, государственный и политический деятель.

## Биография
Родился в 1909 году в деревне Марково Рязанского уезда Рязанской губернии. Член ВКП(б) с 1930 года.
С 1928 года — на хозяйственной, общественной и политической работе. В 1928—1938 гг. — секретарь ячейки ВЛКСМ цеха, комитета ВЛКСМ машиностроительного завода имени В. В. Куйбышева в Коломне, секретарь Коломенского городского Совета, в РККА, заведующий Организационным отделом, 1-й секретарь Коломенского районного комитета ВЛКСМ, 1-й секретарь Коломенского городского комитета ВЛКСМ, 1-й секретарь Московского комитета ВЛКСМ, секретарь ЦК ВЛКСМ, ответственный редактор журнала «Юный коммунист». 
Избирался депутатом Верховного Совета СССР 1-го созыва. 
Решением ноябрьского (1938) Пленума ЦК ВЛКСМ снят с поста секретаря ЦК ВЛКСМ и выведен из состава ЦК. Арестован 27 ноября 1938 г.
Расстрелян в 1939 году в Москве. Прах захоронен на Донском кладбище. 
Посмертно реабилитирован в 1956 году решением ВК ВС СССР.